# Acéraie
Cet article concerne végétation dominée par des érables. Pour l'établissement servant à exploiter une plantation d’érables, voir cabane à sucre.

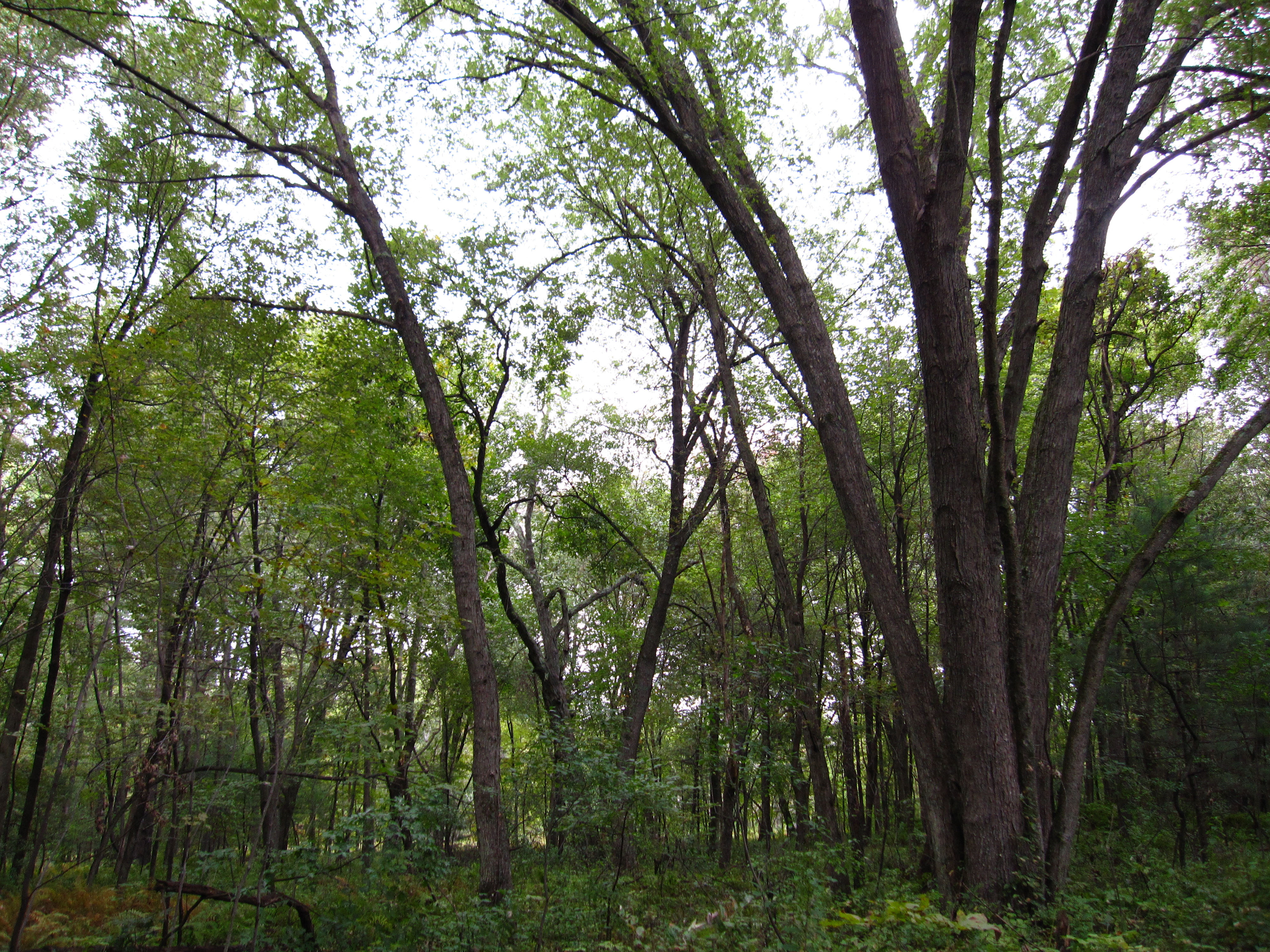
Une acéraie.

Une acéraie, érablaie ou érablière est un peuplement forestier dominé par les érables. Le terme érablière désigne également au Canada une plantation d'érables à sucre.